# Chamidae
Famille
Les Chamidae sont une famille de mollusques bivalves. Ces espèces ont typiquement une des deux valves de forme conique.

## Liste des genres
Selon World Register of Marine Species (1 juin 2016) :
- genre Amphichama Habe, 1964
- genre Arcinella Schumacher, 1817
- genre Carditochama Matsukuma, 1996
- genre Chama Linnaeus, 1758
- genre Eopseuma Odhner, 1919
- genre Pseudochama Odhner, 1917

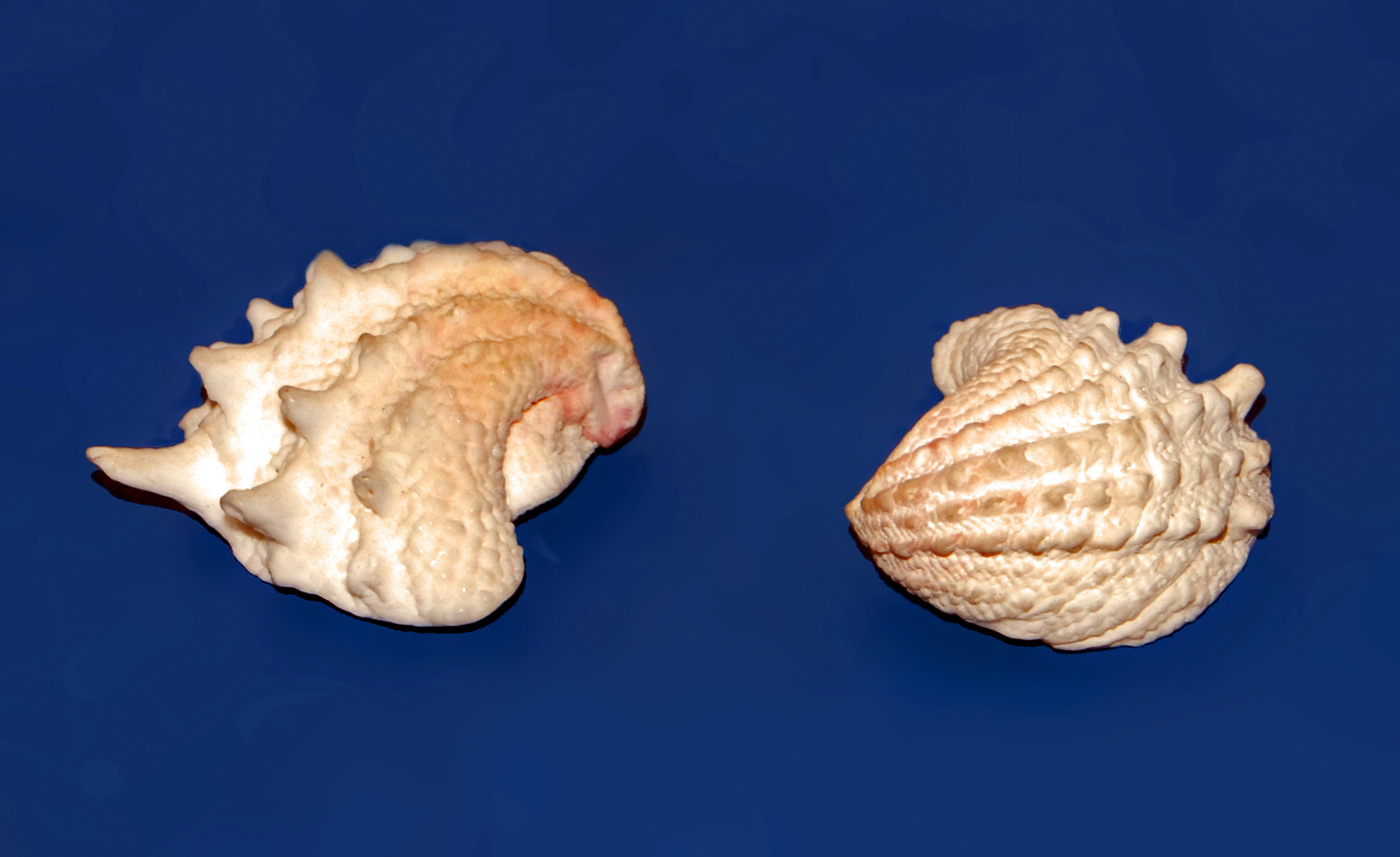
Arcinella arcinella
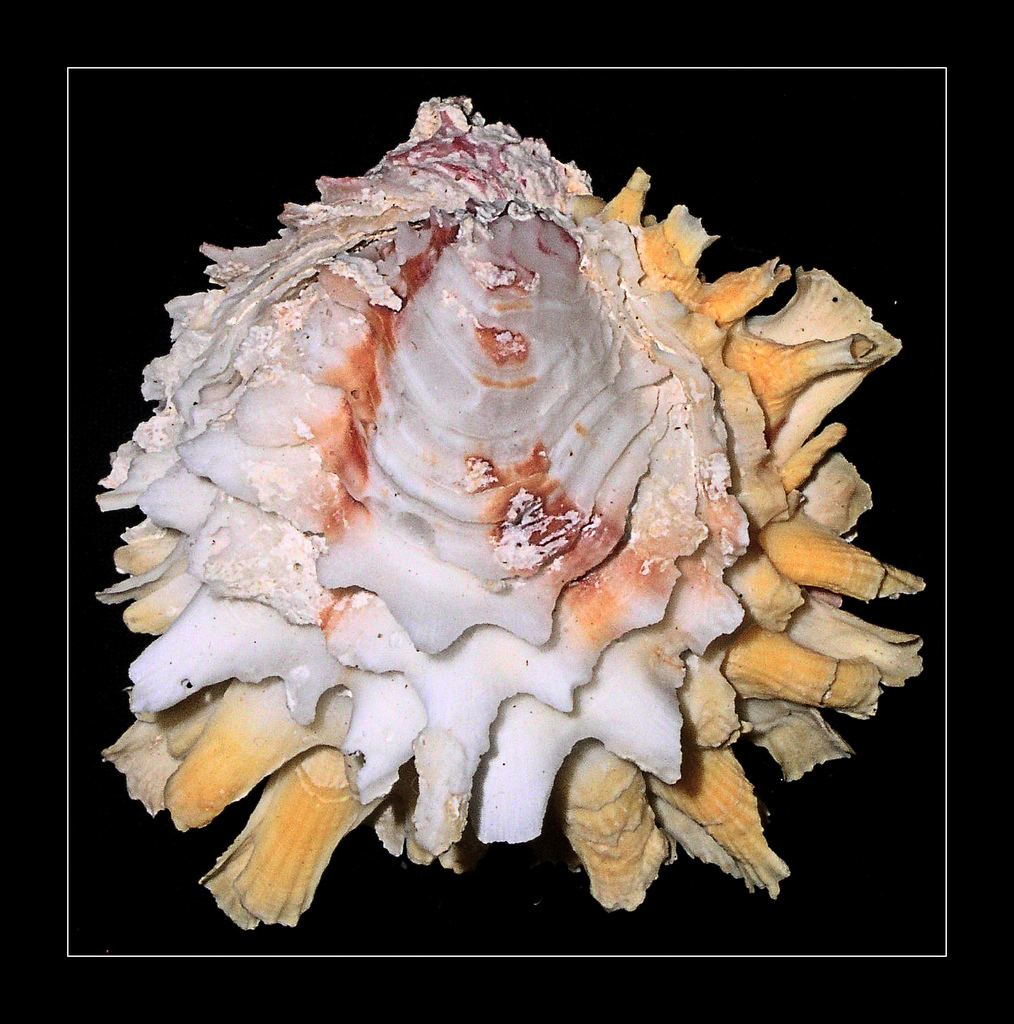
Chama lazarus
Arcinella arcinella, de Chamidae, coquille droite, provenant des Antilles. Avril 2022.
Arcinella arcinella, coquille gauche.